# 감광제

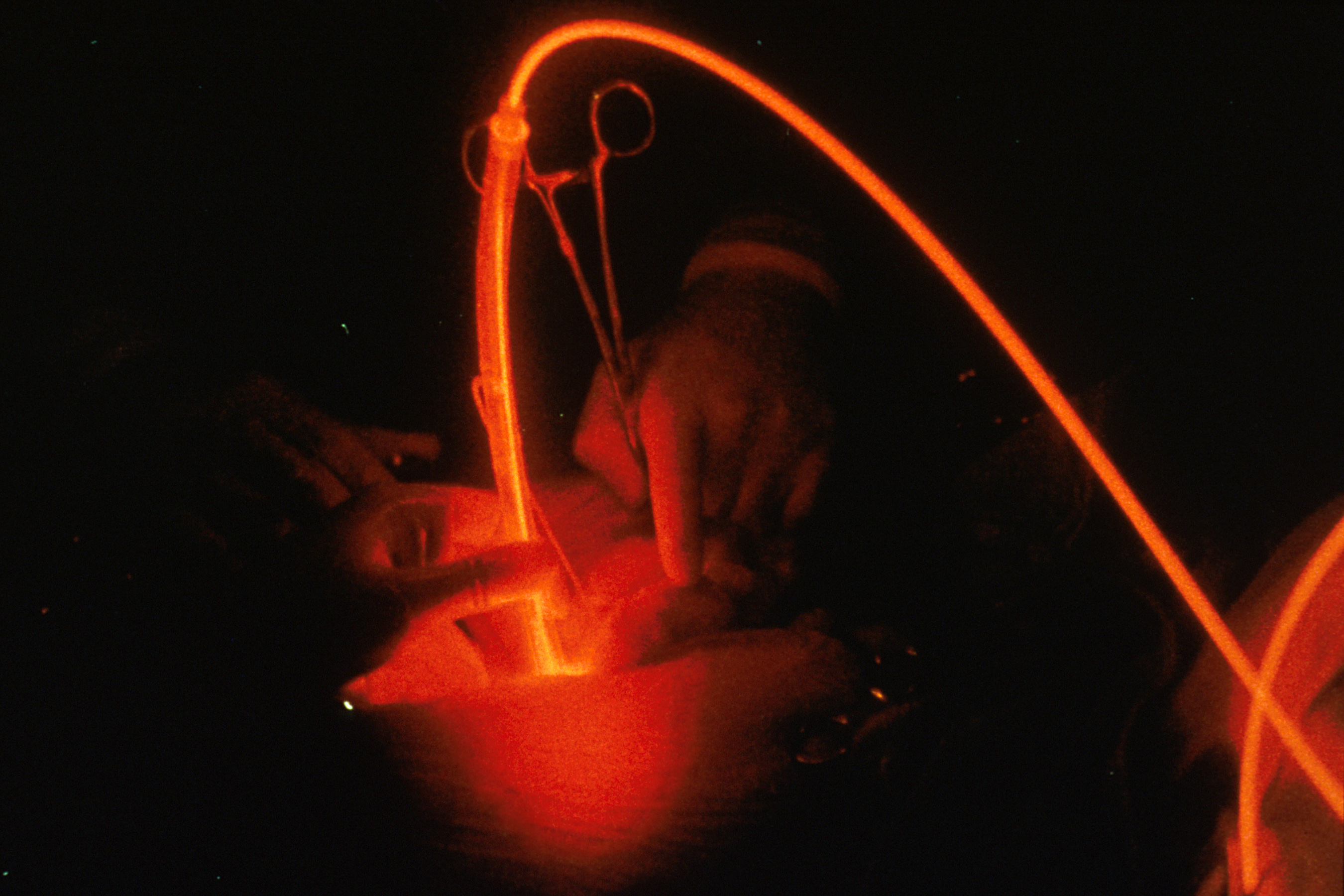
광역동 치료에 사용되는 광증감제

광증감제는 광화학 반응의 경로를 변경하는 광 흡수체이다. 이들은 일반적으로 촉매이다. 이들은 여러 메커니즘으로 기능할 수 있는데, 때로는 기판에서 전자를 추상화하고, 때로는 기판에서 수소 원자를 추상화한다. 이 과정이 끝나면 광증감제는 바닥 상태로 돌아가 화학적으로 온전한 상태를 유지하며 더 많은 빛을 흡수할 준비를 한다. 고분자화학에서 광중합, 광가교, 광분해와 같은 반응에 광증감제를 자주 활용한다. 광증감제는 또한 광촉매, 광자 상향 변환 및 광역동 치료에 사용되는 유기 분자에서 지속적인 들뜬 전자 상태를 생성하는 데 사용된다. 일반적으로 광증감제는 적외선, 빛, 자외선으로 구성된 전자기파를 흡수하고 흡수된 에너지를 인접한 분자로 전달한다. 이러한 빛의 흡수는 광증감제의 큰 비편재 π-계에 의해 가능하며, 이는 HOMO와 LUMO 오비탈의 에너지를 낮춰 광여기를 촉진한다. 많은 광증감제는 유기 또는 유기금속 화합물이지만, 반도체 퀀텀닷을 광증감제로 사용하는 예도 있다.

## 이론

광증감제가 빛(hν)을 흡수하고 에너지를 전달하여 물리화학적 변화를 일으키는 모든 광증감제(PS)의 기본 개략도

### 메커니즘적 고려사항
광증감제는 빛(hν)을 흡수하고 입사광의 에너지를 직접 또는 화학 반응을 통해 다른 인근 분자로 전달한다. 입사광에서 광자를 흡수하면 광증감제는 들뜬 단일항 상태로 변한다. 들뜬 단일항 상태의 단일 전자는 계간 전이를 통해 고유 스핀 상태에서 뒤집혀 들뜬 삼중항 상태가 된다. 삼중항 상태는 일반적으로 들뜬 단일항보다 수명이 길다. 수명이 길어지면 근처의 다른 분자와 상호 작용할 확률이 높아진다. 광증감제는 분자의 내부 전자 구조에 따라 다른 파장의 빛에서 계간 전이에 대해 다양한 효율 수준을 경험한다.

### 매개변수
분자가 광증감제로 간주되려면:
- 광증감제는 입사광을 흡수한 후 기판에 물리화학적 변화를 주어야 한다.
- 화학적 변화를 준 후, 광증감제는 원래의 화학적 형태로 돌아와야 한다.

광증감제와 광화학 상호작용(예: 광개시제, 광촉매, 광산, 광중합 등)을 구별하는 것이 중요하다. 광증감제는 빛을 이용하여 기판에 화학적 변화를 일으키며, 화학적 변화 후 광증감제는 초기 상태로 돌아가 화학적으로 변하지 않은 상태를 유지한다. 광개시제는 빛을 흡수하여 반응성 물질, 일반적으로 유리기 또는 이온이 되어 다른 화학 물질과 반응한다. 이러한 광개시제는 반응 후 종종 완전히 화학적으로 변한다. 광촉매는 빛에 의존하는 화학 반응을 가속화한다. 일부 광증감제는 광촉매로 작용할 수 있지만, 모든 광촉매가 광증감제로 작용할 수 있는 것은 아니다. 광산 (또는 광염기)은 빛을 흡수하면 더 산성(또는 염기성)이 되는 분자이다. 광산은 빛을 흡수하면 산도가 증가하고, 이완되면 열적으로 원래 형태로 재결합한다. 광산 생성기는 빛 흡수 시 되돌릴 수 없는 변화를 겪어 산성 물질이 된다. 광중합은 두 가지 방식으로 발생할 수 있다. 광중합은 단량체가 입사광을 흡수하고 중합을 시작하는 직접적인 방식으로 발생할 수 있으며, 또는 광증감제가 먼저 빛을 흡수한 후 단량체 종으로 에너지를 전달하는 광증감제 매개 과정으로 발생할 수 있다.

## 역사
광증감제는 엽록소와 기타 빛에 민감한 분자들이 식물 생활의 일부가 되어온 만큼이나 오랫동안 자연계에 존재해왔지만, 광증감제에 대한 연구는 과학자들이 생물학적 기질과 암 치료에서 광증감을 관찰한 1900년대 초부터 시작되었다. 광증감제와 관련된 메커니즘 연구는 과학자들이 광증감제가 분자 산소를 과산화물 종으로 광산화시키는 화학 반응의 결과를 분석하면서 시작되었다. 그 결과는 다양한 파장의 빛에서 양자 효율과 형광 수율을 계산하고 이러한 결과를 활성 산소 수율과 비교하여 이해되었다. 그러나 전자 공여 메커니즘이 반응 중간체 연구 및 발광 연구를 포함한 다양한 분광학적 방법을 통해 확인된 것은 1960년대가 되어서였다.

'광증감제'라는 용어는 1960년대가 되어서야 과학 문헌에 등장한다. 그 전에는 과학자들이 광증감제를 광산화 또는 광산소화 과정에 사용되는 증감제로 지칭했다. 이 시기의 광증감제 관련 연구에서는 방향족 탄화수소 분자로 구성된 유기 광증감제를 활용했는데, 이는 합성 화학 반응을 촉진할 수 있었다. 그러나 1970년대와 1980년대에 이르러 광증감제는 생물학적 과정과 효소 과정에서의 역할로 인해 과학계의 주목을 받기 시작했다. 현재 광증감제는 에너지 수확, 합성 화학에서의 광산화환원 촉매 및 암 치료와 같은 분야에 기여하는 바가 연구되고 있다.

유형 I 광증감 반응 다이어그램

## 광증감 과정의 유형
광증감 반응에는 두 가지 주요 경로가 있다.

### 유형 I
유형 I 광증감 반응에서 광증감제는 광원에 의해 삼중항 상태로 여기된다. 여기된 삼중항 상태 광증감제는 분자 산소가 아닌 기판 분자와 반응하여 생성물을 형성하고 광증감제를 재생한다. 유형 I 광증감 반응은 광증감제가 분자 산소와 다른 화학 기판에 의해 소멸되는 결과를 낳는다.

유형 II 광증감 반응 다이어그램

### 유형 II
유형 II 광증감 반응에서 광증감제는 광원에 의해 삼중항 상태로 여기된다. 여기된 광증감제는 삼중항 산소 분자인 바닥 상태의 분자와 반응한다. 이는 산소 분자를 단일항 상태로 여기시켜 활성 산소를 생성한다. 여기된 후, 단일항 산소 분자는 기질과 반응하여 생성물을 형성한다. 유형 II 광증감 반응은 광증감제가 바닥 상태 산소 분자에 의해 소멸된 다음, 이 산소 분자가 기질과 반응하여 생성물을 형성하는 결과를 낳는다.

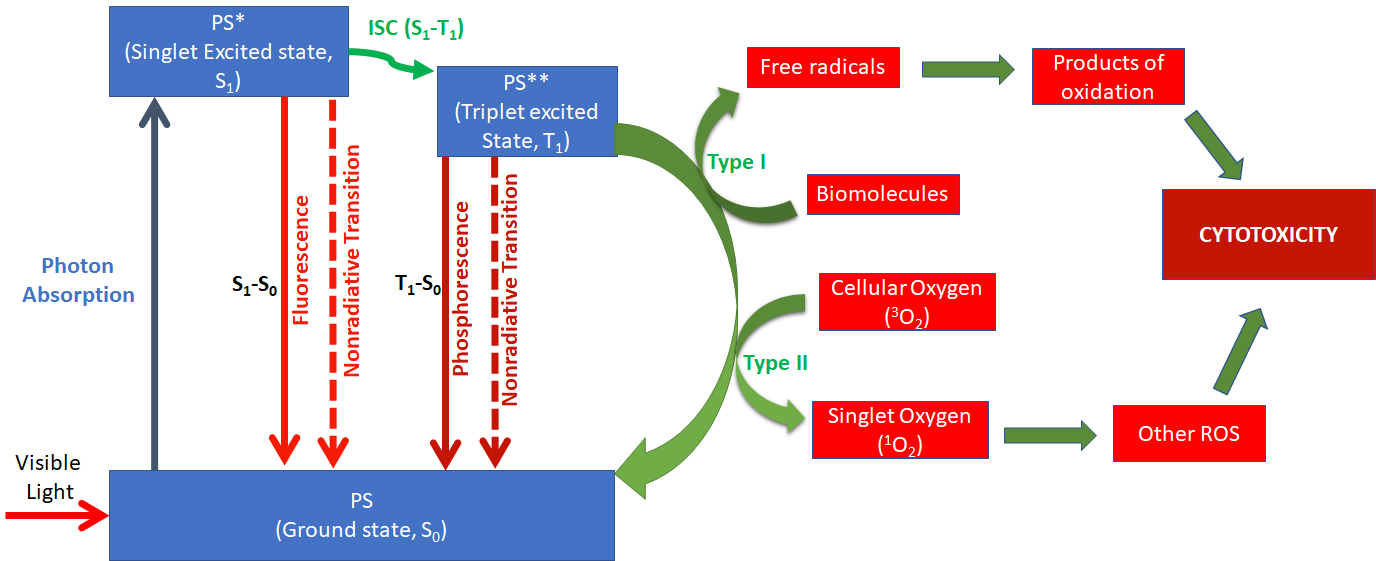
PDT의 메커니즘을 보여주는 수정된 얄론스키 다이어그램

## 광증감제의 구성
광증감제는 분자 구조에 따라 3가지 일반적인 영역으로 분류할 수 있다. 이 세 가지 영역은 유기금속 광증감제, 유기 광증감제, 나노물질 광증감제이다.

그림에는 유기금속 광증감제의 두 가지 예인 엽록소 a (A)와 트리스(2-페닐피리딘)이리듐 (B)이 있다.

### 유기금속

위에서 아래로 (A) 벤조페논, (B) 메틸렌 블루, (C) 로즈 벵갈은 모두 유기 광증감제이다. 관련된 모든 금속은 순전히 짝 이온이며 염으로서 물질을 고체 상태로 유지한다.

유기금속 광증감제는 적어도 하나의 유기 리간드와 킬레이트화된 금속 원자를 포함한다. 이 분자들의 광증감 능력은 금속과 리간드(들) 사이의 전자 상호작용에서 비롯된다. 이러한 복합체의 인기 있는 전자 풍부 금속 중심에는 이리듐, 루테늄, 로듐이 포함된다. 이들 금속 및 다른 금속들은 파이 전자 수용 리간드로부터 금속-리간드 전하 이동을 촉진하기 위해 고도로 채워진 d-오비탈, 즉 높은 d-전자 수를 가지므로 광증감제의 일반적인 금속 중심이 된다. 금속 중심과 리간드 간의 이러한 상호작용은 최고 점유 분자 오비탈(HOMO) 및 최저 비점유 분자 오비탈(LUMO) 모두에서 넓은 연속적인 오비탈을 형성하여 여기된 전자가 계간 전이를 통해 다중도를 바꿀 수 있게 한다.
많은 유기금속 광증감제 화합물은 합성으로 만들어지지만, 자연 발생적인 빛 수확 유기금속 광증감제도 존재한다. 유기금속 광증감제의 몇 가지 관련 자연 발생 예로는 엽록소 a와 엽록소 b가 있다.

### 유기
유기 광증감제는 광증감을 할 수 있는 탄소 기반 분자이다. 가장 초기에 연구된 광증감제는 산소 존재 하에서 빛을 흡수하여 반응성 산소종을 생성하는 방향족 탄화수소였다. 이러한 유기 광증감제는 고도로 공액화된 시스템으로 구성되어 전자 비편재화를 촉진한다. 높은 공액화로 인해 이러한 시스템은 최고 점유 분자 오비탈(HOMO)과 최저 비점유 분자 오비탈(LUMO) 사이의 간격이 더 작고, HOMO와 LUMO 내에 연속적인 오비탈이 있다. 더 작은 띠틈과 전도띠와 원자가띠 모두에서 오비탈의 연속성은 이러한 물질이 삼중항 상태로 더 효율적으로 진입할 수 있도록 하여 더 나은 광증감제가 되게 한다. 광범위하게 연구된 주목할 만한 유기 광증감제로는 벤조페논, 메틸렌 블루, 로즈 벵갈, 플라빈, 프테린 등이 있다.

### 나노물질
다양한 나노물질이 광증감제로 기능한다.
단원자 기체 수은 (가장 작은 클러스터 화합물로 간주됨)은 라디칼 탈수소화를 촉매하는 광증감제이다.

#### 퀀텀닷
콜로이드 퀀텀닷은 고도로 조절 가능한 광학 및 전자적 특성을 가진 나노스케일 반도체 물질이다. 퀀텀닷은 유기금속 광증감제 및 유기 광증감제와 동일한 메커니즘으로 광증감을 일으키지만, 나노스케일 특성으로 인해 독특한 측면에서 더 큰 제어가 가능하다. 퀀텀닷을 광증감제로 사용하는 주요 장점으로는 삼중항 상태로의 효율적인 전이가 가능한 작고 조절 가능한 띠틈과 많은 용매에 불용성이어서 합성 반응 혼합물에서 쉽게 회수할 수 있다는 점이 있다.

#### 나노로드
나노로드는 퀀텀닷과 크기가 비슷하며 조절 가능한 광학 및 전자적 특성을 가지고 있다. 크기와 재료 구성에 따라 합성 중 나노로드의 최대 흡수 피크를 조절할 수 있다. 이러한 제어는 광증감 나노로드의 생성으로 이어졌다.

## 응용 분야

### 의료

#### 광역동 치료
광역동 치료는 유형 II 광증감제를 사용하여 빛을 수확하여 종양이나 암성 덩어리를 분해한다. 이 발견은 1907년 헤르만 폰 타페이너가 에오신을 사용하여 피부 종양을 치료하면서 처음 관찰되었다. 광역동 과정은 주로 비침습적인 기술로, 광증감제를 환자 몸 안에 넣어 종양이나 암에 축적되도록 한다. 광증감제가 종양이나 암에 도달하면 환자의Affected area 바깥쪽으로 특정 파장의 빛을 비춘다. 이 빛(피부 침투를 허용하고 급성 독성이 없는 근적외선 주파수가 선호됨)은 광증감제의 전자를 삼중항 상태로 여기시킨다. 여기되면 광증감제는 인접한 바닥 상태 삼중항 산소로 에너지를 전달하여 여기된 단일항 산소를 생성하기 시작한다. 결과적으로 생성된 여기된 산소종은 종양이나 암성 덩어리를 선택적으로 분해한다.
2019년 2월, 의료 과학자들은 알부민에 부착된 이리듐이 광증감 분자를 생성하여 암세포를 침투하고, 빛에 노출되면(광역동 치료라는 과정) 암세포를 파괴할 수 있다고 발표했다.

염료감응형 태양전지는 에너지를 반도체로 전달하여 태양광으로부터 에너지를 생성하는 광증감제이다

### 에너지원

#### 염료감응형 태양전지
1972년, 과학자들은 엽록소가 햇빛을 흡수하고 전극화학 전지로 에너지를 전달할 수 있다는 것을 발견했다. 이 발견은 결국 광증감제를 태양전지의 햇빛 수확 재료로 사용하는 것으로 이어졌으며, 주로 광증감 염료를 사용했다. 염료감응형 태양전지는 이러한 광증감 염료를 사용하여 태양광에서 광자를 흡수하고 에너지 풍부 전자를 인접한 반도체 재료로 전달하여 전기 에너지 출력을 생성한다. 이러한 염료는 광증감제에서 반도체 내의 전자 에너지로 빛 에너지를 전달할 수 있도록 반도체 표면에 도판트 역할을 한다. 이러한 광증감제는 염료에 국한되지 않는다. 이들은 부착되는 반도체 재료에 따라 어떤 광증감 구조의 형태도 취할 수 있다.

#### 수소 생성 촉매
빛을 흡수함으로써 광증감제는 삼중항 상태 전이를 이용하여 물과 같은 작은 분자를 환원시켜 수소 가스를 생성할 수 있다. 현재 광증감제는 소규모 실험실에서 물 분자를 분해하여 수소 가스를 생성하고 있다.

### 합성 화학

#### 광산화환원 화학
20세기 초, 화학자들은 산소 존재 하의 다양한 방향족 탄화수소가 특정 파장의 빛을 흡수하여 과산화물 종을 생성할 수 있음을 관찰했다. 광증감제에 의한 산소 환원 발견은 화학자들이 고리형협동반응 및 기타 산화·환원 반응의 촉매 작용에서 광산화환원 촉매로서 광증감제를 연구하게 했다. 합성 화학에서 광증감제는 외부에서 가해지는 광원을 통해 분자 내 전자 전이를 조작할 수 있게 한다. 산화환원 화학에 사용되는 이 광증감제는 반응에 필요한 물리적 및 스펙트럼적 특성에 따라 유기, 유기금속 또는 나노물질일 수 있다.

## 광증감제의 생물학적 효과
외부 조직에 쉽게 통합되는 광증감제는 자외선(자외선을 포함하는 햇빛 등)에 노출될 때 활성 산소종이 생성되는 속도를 증가시킬 수 있다. 세인트존스워트와 같은 일부 광증감제는 동물에서 염증성 피부 질환의 발생률을 증가시키는 것으로 보이며, 사람의 최소 태닝 용량을 약간 감소시키는 것으로 관찰되었다.
(연구용 및 인체 사용 승인된) 광증감 약물의 몇 가지 예는 다음과 같다.
- 서양고추나물[36]
- 9-메틸-β-카볼린[37]
- 독세핀[38]
- 아목사핀[38]
- 에티닐에스트라다이올[38]

## 같이 보기
- 인공 광합성
- 광민감도
- 광역동 치료
- 광촉매
- 염료감응형 태양전지
- 광산화환원 촉매
- 빛 수확 물질
- 광스위치